# Sou Berck
Souwtje (Sou) Berck-Krijnen (Den Helder, 7 januari 1899 – Den Haag, 30 september 1987) was een Nederlands textielkunstenaar.

## Leven en werk
Sou Krijnen werd geboren in Den Helder als dochter van architect Simon Krijnen en Grietje Pijper. Ze verkocht kant aan de hogere kringen. Ze wilde een modeopleiding in Parijs volgen, tot ze in 1926 de marineofficier Johannes Bernardus Berck (1897-1956) ontmoette. Ze trouwden binnen een maand en vestigden zich in Nederlands-Indië. Ze maakte in de tijd poppenhuizen en avondjurken. Kort voor de Tweede Wereldoorlog keerde het paar terug naar Nederland. Aan het begin van de oorlog ging J.B. Berck met prinses Juliana op de Heemskerck naar Canada. Sou werkte in de oorlogsjaren als naaister bij boeren. Na de oorlog zagen ze elkaar terug, J.B. Berck was inmiddels schout-bij-nacht. In 1957 werd de onderzeebootjager Hr.Ms. Rotterdam door Sou Berck tewatergelaten. 
Dochter Agnes Berck ging uit huis toen Sou Berck 70 jaar was, om haar tijd te vullen begon zij met het maken van wandkleden. Ze maakte taferelen geïnspireerd door de adel in de middeleeuwen en door vrouwen in de koninklijke familie. Ze maakte een serie van zeven wandkleden van Oranje-vorstinnen, die zij aan de Federatie van Oranjeverenigingen schonk. Ze exposeerde haar werk in binnen- en buitenland, onder meer met de door haar dochter opgerichte Caroluskring. Sou Berck werd in 1982 geportretteerd door het tv-programma Showroom. Ze overleed vijf jaar later, op 88-jarige leeftijd.
- RKD-Nederlands Instituut voor Kunstgeschiedenis: 6737